# Општина Рунку (Дамбовица)
Рунку (рум. Runcu) општина је у Румунији у округу Дамбовица.
Oпштина се налази на надморској висини од 572 m.